# روبرتو روجاس
روبرتو روجاس (بالإسبانية: Roberto Rojas González) (17 نوفمبر 1974 في إسبانيا - ) هو لاعب كرة قدم إسباني في مركز الدفاع. لعب مع رايو فايكانو وريال مدريد ج وريال مدريد ونادي ألكوركون ونادي مالقا ونادي بارلا.

## وصلات خارجية
- روبرتو روجاس على موقع قاعدة بيانات كرة القدم.إي يو (الإنجليزية)
- روبرتو روجاس على موقع Soccerway.com (الإنجليزية)